# Yucca neomexicana
Yucca neomexicana Wooton & Standl. es una especie de planta perteneciente a la familia Asparagaceae. 

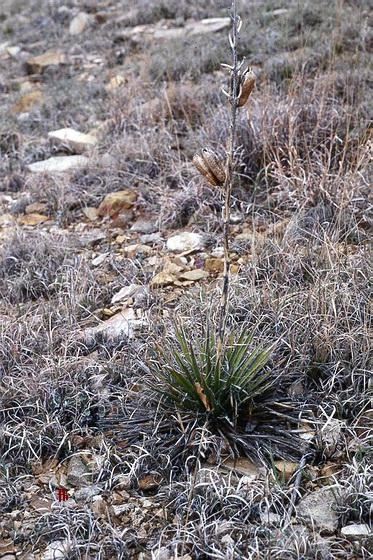
Vista de la planta

## Distribución
Es nativa de Nuevo México, Colorado y Oklahoma. 

## Descripción
Yucca neomexicana es similar a Y. harrimaniae Trel. pero con un tallo de floración más largo y blanco (en lugar de color amarillento) flores.

## Taxonomía
Yucca neomexicana fue descrita por Wooton & Standl y publicado en Contributions from the United States National Herbarium 16(4): 115. 1913.
Etimología
Yucca: nombre genérico que fue nombrado por Carlos Linneo y que deriva por error de la palabra taína: yuca (escrita con una sola "c").
neomexicana: epíteto geográfico que alude a su localización en Nuevo México.
Sinonimia
- Yucca harrimaniae var. neomexicana (Wooton & Standl.) Reveal
- Yucca harrimaniae subsp. neomexicana (Wooton & Standl.) Hochstätter[6][7]